# Chironomus daitocedeus
Chironomus daitocedeus är en tvåvingeart som beskrevs av Sasa och Suzuki 2001. Chironomus daitocedeus ingår i släktet Chironomus och familjen fjädermyggor. Inga underarter finns listade i Catalogue of Life.